# Ronan Pinc
Ronan Pinc, né 3 mars 1965 à Saint-Brieuc, est un musicien et violoniste breton autodidacte, naviguant dans divers univers musicaux ; notamment ceux du jazz et de la musique traditionnelle.

## Historique

### Les débuts
Tout petit, sa famille le baigne dans la musique traditionnelle bretonne. Ainsi le trouve-t-on, dès l'âge de 4 ans, "sonnant" (selon l'expression consacrée) de la bombarde dans le bagad de Saint-Quay-Portrieux,
bagad créé par ses parents, Christiane et Michel Pinc, en 1959.
Il accompagne aussi, toujours à la bombarde, son père Michel dans les festoù-noz, ainsi que, un peu plus tard, le sonneur de biniou Gilles Lehart.

### La découverte du violon

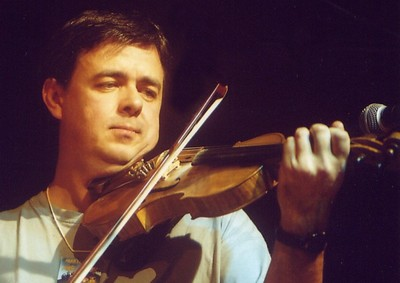
Ronan Pinc en concert à Plœuc-sur-Lié - Festival "Zikablok" 2002

C'est à l'âge de 16 ans, en 1981, qu'il découvre le violoniste Stéphane Grappelli, et c'est un choc et un tournant dans sa vie musicale. Tombant littéralement "amoureux" du violon unique de ce dernier, il abandonne complètement la bombarde, et c'est en autodidacte qu'il apprend l'instrument, consacrant ses journées à frotter avec avidité le violon de famille, hérité de son arrière-grand-père Jaroslav Pinc (la famille Pinc est originaire, du côté paternel, de České Budějovice en République tchèque). C'est d'ailleurs sur ce violon qu'il joue toujours aujourd'hui.

### Les premiers groupes
Bien que passionné par la musique de Grappelli, c'est néanmoins dans la musique traditionnelle bretonne qu'il fait ses premières armes sur scène au violon dès 1981, notamment au sein du groupe Kenan, dans lequel sont présents son père Michel à la guitare, Bernard Kerboeuf à la vielle, et Gilles Mevel à la flûte traversière. Il n'a alors que quelques mois de pratique violonistique à son actif... Le groupe obtiendra par la suite plusieurs récompenses.
On le retrouve ensuite dans diverses formations bretonnes, dont La Cornandière, de célèbre mémoire pour tous les passionnés de festoù-noz, puis O'Bretnak Duo, avec Yann Drezet à la guitare et au violon, duo ayant lui aussi marqué les esprits.
Viendra ensuite, en 1986, la création de Foligan, avec toujours Yann Drezet, ainsi que Stéphane Raffray à la batterie et Philippe Turbin aux claviers. Deux chanteuses y mènent la danse : Martine et Isabelle Rouxel. Bien que très novateur de par sa formule instrumentale et ses arrangements - inédits à cette époque dans le milieu de la musique traditionnelle bretonne - la vie de ce groupe fut de courte durée...

### Son style
Au fur et à mesure de ces expériences musicales, Ronan Pinc met en place et développe un style de violon bien particulier qui lui est propre, fait d'un mélange de ses racines traditionnelles, de « swing » et d'un goût prononcé pour l'improvisation, issu de sa passion pour Grappelli.
Cela lui donne un son, une « attaque » et un phrasé uniques en leur genre dans la musique bretonne, et qui vont influencer nombre de violonistes bretons par la suite.
Les années passant, il développera encore davantage son goût pour l'improvisation, s'éloignant quelque peu des musiques traditionnelles (sans toutefois jamais les délaisser) pour se consacrer de plus en plus au jazz, et notamment au travail sur les compositions de Stéphane Grappelli, ainsi que sur ses propres compositions.

### La période Carré Manchot
C'est grâce à cette approche du violon qu'il est remarqué par le groupe Carré Manchot, déjà célèbre à l'époque, et qu'il intègre ainsi en septembre 1988, le groupe tournant déjà fort bien à ce moment-là. C'est le début d'une carrière professionnelle bien remplie.
À cette époque, Carré Manchot enchaîne (et déchaîne !) déjà plus de 60 festoù-noz par an, et cela permet au violoniste de s'y faire souvent remarquer pour son style, et donc de participer parallèlement à plusieurs projets ponctuels en tant qu'invité. Avec ce groupe, Ronan Pinc tournera aussi beaucoup à l'étranger : Espagne, Allemagne, Hollande, Angleterre... Après six années bien remplies, il quittera le groupe fin 1994, avide d'autres expériences musicales...

### L'après "Carré"
Arrive alors, en 1994/95, la période "Les 3 Saisons". Une création avec onze musiciens - dont un quatuor à cordes - dont l'idée était de raconter la rencontre "forcée" de trois univers musicaux en apparence antagonistes : le Classique, le Jazz, et la musique traditionnelle. Ronan Pinc en écrit les arrangements pour les onze musiciens, et joue lui-même du violon au sein du quatuor de ce spectacle.
En 1996 viendra la création du duo Martin / Pinc, avec Rémi Martin à l'accordéon diatonique. L'association avec ce dernier donne un duo fantasque autant que surprenant, les deux protagonistes y amenant chacun leur style fortement personnel. Au même moment, Ronan Pinc intègre le trio TOUNDRA (contrebasse - accordéon - violon), création du même Rémi Martin, et qui voyage dans les musiques de l'Est, proposant aussi ses propres compositions.
1996 sera aussi l'année de création d'un groupe fort original : Shafali. Créé à l'initiative de Roland Conq (guitare) et Stéphane Morvan (flûte), ce groupe s'adjoint les services du chanteur Olivier Leroy, et mélange (métisse, pourrait-on dire) les musiques indiennes et bretonnes, démarche totalement novatrice à l'époque.
Ronan Pinc participera ensuite, entre 2000 et 2002, au groupe de fest-noz Filifala, en compagnie d'un autre violoniste, Jean-Pierre Andrieux, Yannig Noguet à l'accordéon diatonique, et Roland Conq à la guitare.
Le même Roland Conq avec qui il crée, en 2004, un duo : Pinc / Conq, qui navigue dans les musiques Celtiques au sens large (irlandaise, écossaise, bretonne, etc), et joue aussi beaucoup ses propres compositions.
On retrouvera ensuite Ronan Pinc sur la scène de Bercy, pour la "nuit de la St Patrick 2005", ou encore à "Celtica 2005", au stade de la Beaujoire à Nantes.

### Le "Ronan Pinc Quartet"
Après avoir formé plusieurs groupes de jazz (PINC & PINC avec son père Michel en 1995, GILBERTE & LES CROQUEURS D'OURS avec la chanteuse MORGANE en 1996), et participé à de nombreux autres, Ronan Pinc emmène depuis 2004 son propre RONAN PINC QUARTET, à la redécouverte de tout un pan méconnu de la musique de Grappelli : les propres compositions du Maître, que peu de musiciens se sont attachés à explorer jusqu'ici. Le père du violon jazz était en effet un compositeur prolifique autant que talentueux, compositions que le RPQ s'attache donc à remettre en lumière.
Un premier album, "Stéphane's Blues", viendra en 2006 concrétiser cette démarche.
Le second album, "Rue de Dunkerque" (en référence à la dernière adresse parisienne de Grappelli), sortie en novembre 2008, vient poursuivre et approfondir cette démarche, mettant également en lumière les propres compositions de Ronan Pinc. Le grand guitariste Philip Catherine - lui-même ancien complice de Grappelli - participe à ce second album.
Le RPQ est composé de :
- Ronan PINC : violon
- Jeff ALLUIN : piano
- Pierre-Henry AUBRY : guitare
- Jean-Baptiste "JB" BRETON : contrebasse

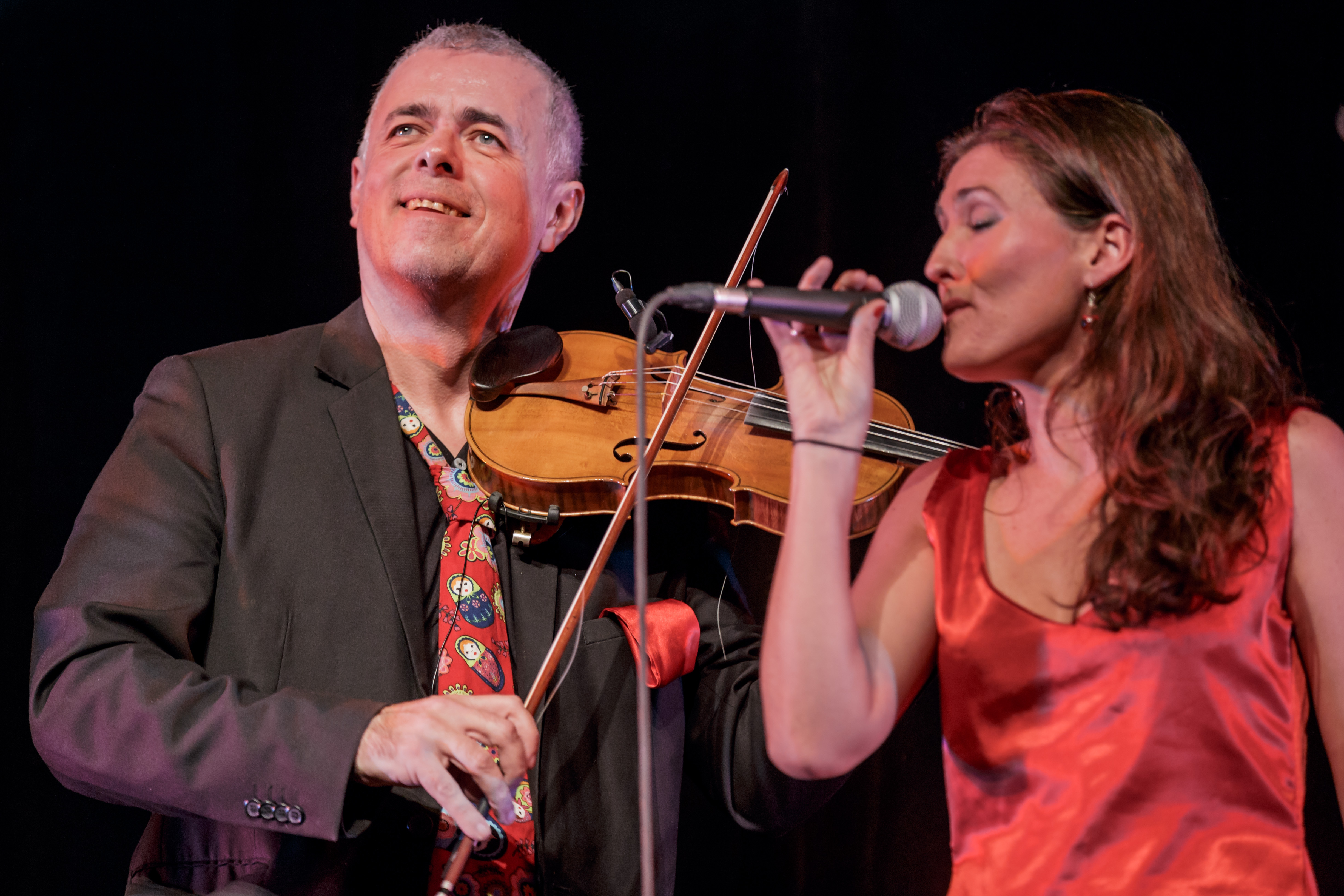
Duo avec la chanteuse Morwenn Le Normand, en fest-noz au festival Yaouank 2016.

## Discographie

### Albums et / ou participations discographiques
- 1987 : O'BRETNAK DUO   - (cassette audio uniquement - épuisé à ce jour)
- 1991 : CARRÉ MANCHOT  - Mab ar Miliner -  (coop breizh)
- 1993 : CELTIQUE  - La Compil'  - (coop breizh)
- 1994 : CARRÉ MANCHOT  - An Disparti -  (coop breizh)
- 1994 : MUSIQUE BRETONNE D'AUJOURD'HUI  -  (coop breizh)
- 1994 : MORGANE  - Le Blues de Danielle Messia -  (keltia musique)
- 1994 : MYRDHIN  - A Cordes et à Cris -  (iguane productions)
- 1995 : St LAURENT-SUR-OUST  - 1995 -  (pixie / déclic)
- 1995 : PINC & PINC  - Et Colégram -  (Le Micro Bleu - MB001)
- 1997 : TOUNDRA  - Vu à la Télé -  (Le Micro Bleu - MB003)
- 1998 : BRUNO COUPÉ  - Monsieur Soleil -  (Universal)
- 1998 : MYRDHIN / DUO ARS CELTICA  - Harpsody -  (Kerig)
- 1999 : LES PIRATES  - Pour me Rendre à mon Bureau -  (Phare Ouest)
- 1999 : L'INDISPENSABLE FEST-NOZ  -  (coop breizh)
- 2002 : DOMINIQUE BABILOTTE  - PatchWorld -  (Toot / On Tour in Prod)
- 2002 : MARTIN / PINC  - Néké Strik -  (Le Micro Bleu - MB005)
- 2003 : FILIFALA  - Zao -  (Coop Breizh)
- 2003 : Sarac'h  -  (Universal)
- 2003 : ADÈLE & LÉON  - Et Puis Voilà -  (Adèle & Léon)
- 2006 : RONAN PINC QUARTET  - Stéphane's Blues -  (Le Micro Bleu - MB006)
- 2007 : ROLAND CONQ TRIO  - An Atalier -  (coop breizh)
- 2008 : RONAN PINC QUARTET  - Rue de Dunkerque -  (Le Micro Bleu - MB007)
- 2014 : RONAN PINC KOŘENY TRIO  - Rue Panská -  (Le Micro Bleu - MB008)